# KV1

## Prezentare
KV1 (acronim de la King's Valley 1) este sigla care identifică cel mai vestic mormânt din Valea Regilor în Egipt și se găsește în apropierea intrării în necropolă. 
Mormântul este tăiat într-un mic "wadi", este dotat cu o intrare monumentală, în el predomină culoarea aurită iar tavanul sarcofagului o reprezintă pe zeița războiului Sekhmet zeița leoaică care, așa cum spune un proverb egiptean, se transformă în Bastet, zeița pisică a iubirii pentru cine cunoaște formulele corecte („nu poate fi cunoscută Bastet dacă mai întâi nu este cunoscută Sekhmet”).
În acest mormânt, ajuns în stare destul de rea, se găsește cel mai vechi graffiti lăsat de turiști în această Vale (databil 278 î.Hr.)
Mormântul este neterminat drept care unul dintre coridoarele care-l compun a fost transformat în sală funereră când, pe neașteptate, a murit suveranul. Sarcofagul este inexistent, numai un capac (lăstar) a fost poziționat pe groapa săpată în dușumea care servește pentru înmormântare.

## Istoricul explorărilor
- Pococke, Richard (1737-1738): Realizează planurile mormântului
- Napoleonic Expedition (1799): Realizează planurile mormântului(planuri, secțiuni și înregistrarea detaliilor decorațiunilor)
- Burton, James (1825): Realizează planurile mormântului
- Wilkinson, John Gardner (1825-1828): Vizită
- Hay, Robert (1825-1835): Realizează planurile mormântului (desene ale mormântului și ale sarcofagului)
- Lane, Edward William (1826-1827): Vizită
- Franco-Tuscan Expedition (1828-1829): Transcrie textile murale (Epigrafie)
- Lepsius, Carl Richard (1844-1845): Transcrie textile murale (Epigrafie)
- Ayrton, Edward Russell (1906): Săpături (redeschiderea mormântului și transferarea sarcofagului lui Ramses al VII-lea la Museul din Cairo, intrarea mormântului a fost acoperită și locația uitată)
- Service des Antiquités (1952 sau mai apoi): Săpături
- Piankoff, Alexandre (1958): Fotografii
- Brock, Edwin C. (1983-1984, 1990, 1994): Săpături (îndepărtarea moluzului, descoperirea gropii mormântului și depozitul fundației transferat la Muzeul Regal din Ontario)

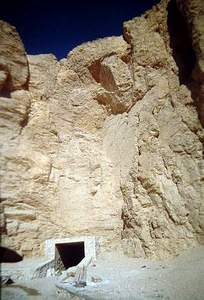
Intrarea în mormânt
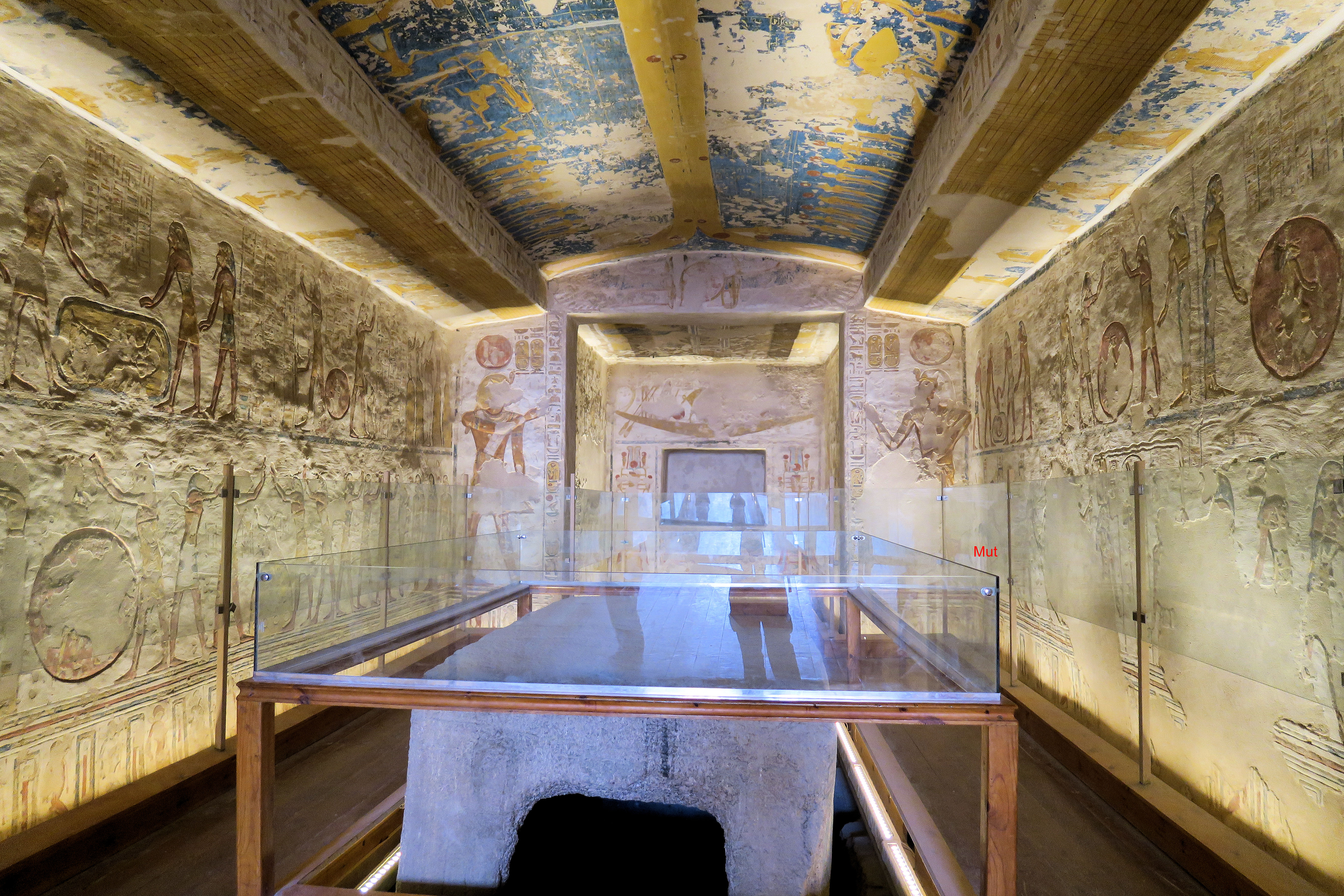
Sarcofagul KV1
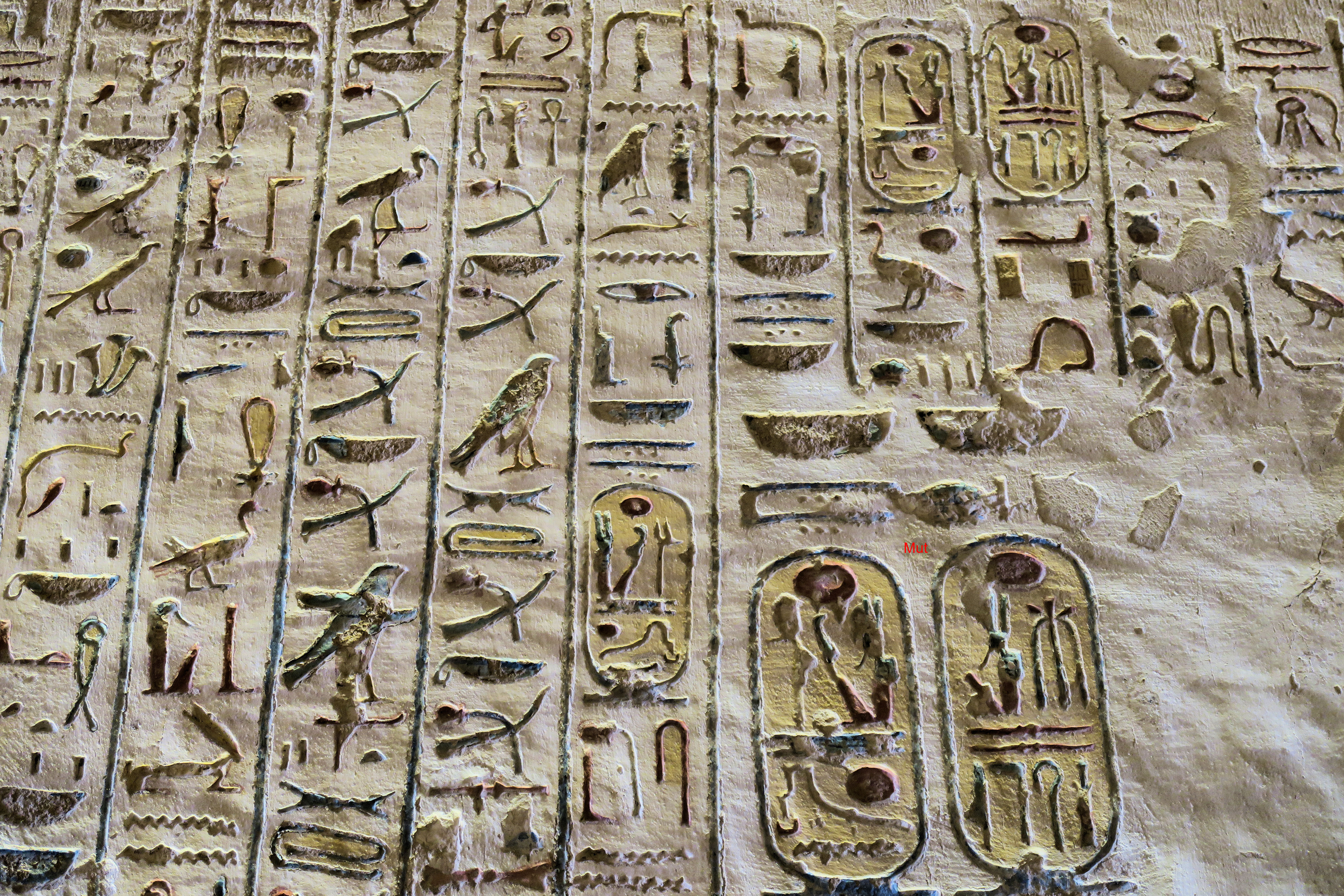
Reliefuri ale mormântului KV1
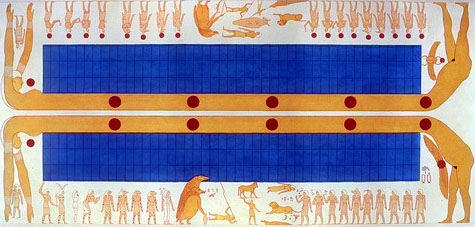

## Bibliografia
- AAVV - La Valle dei Re - White Star
- Jacq, Christian - La Valle dei Re - Mondadori
- Bongioanni, Alessandro - Luxor e la Valle dei Re - White Star
- Siloitti, Alberto - Guida alla Valle dei Re, ai templi e alle necropoli tebane - White Star
- Reeves, Nicholas - The complete Valley of the Kings (in inglese) - Thames & Hudson